# Patty Gurdy

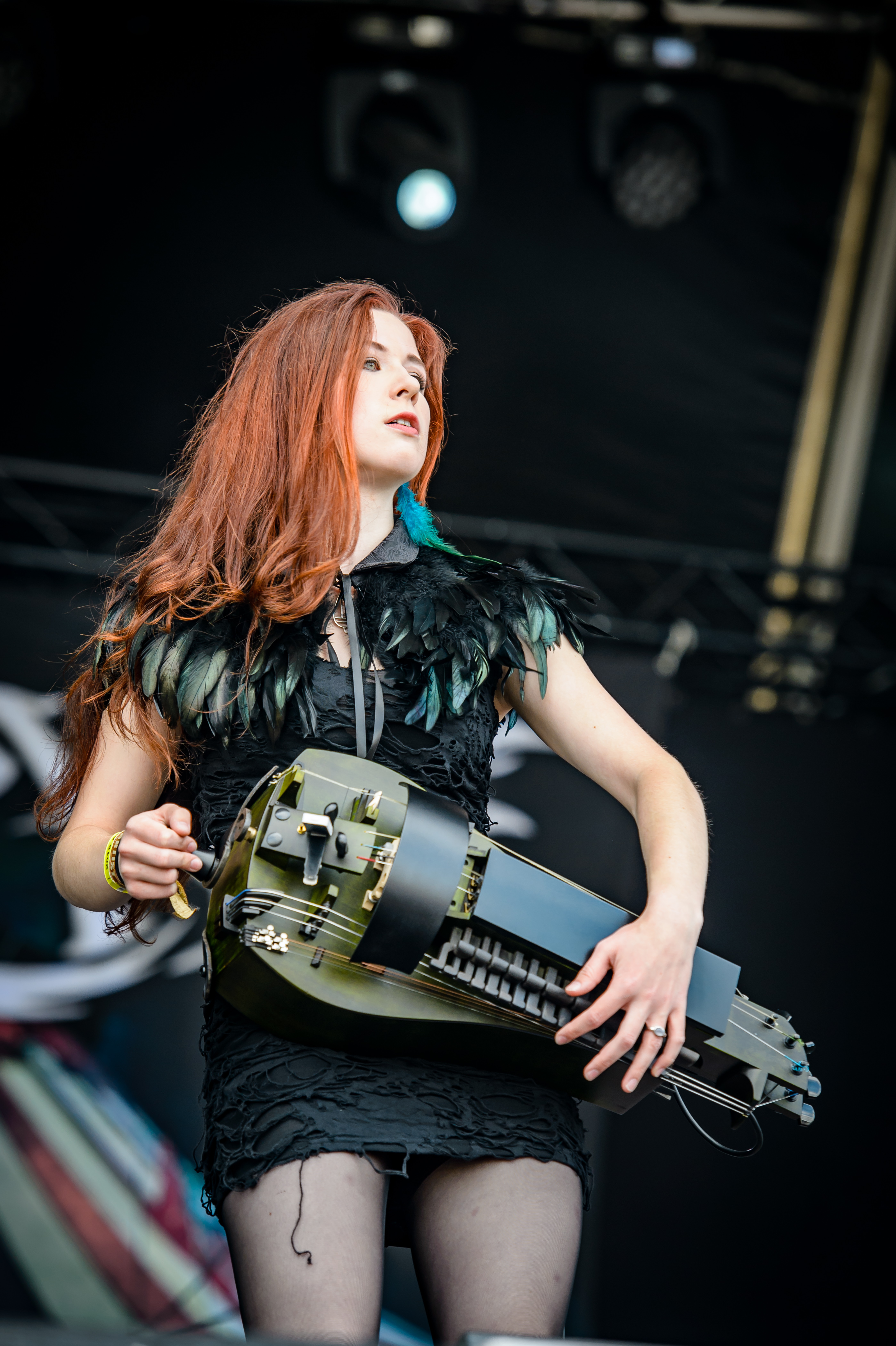
Петті Гарді під час виступу з гуртом Harpyie у 2016 році

Патрісія Бюхлер (нім. Patricia Büchler), відома як Патті Гарді (Patty Gurdy) — музикантка, співачка, автор пісень і відеоблогер із Німеччини.

## Раннє життя та кар'єра

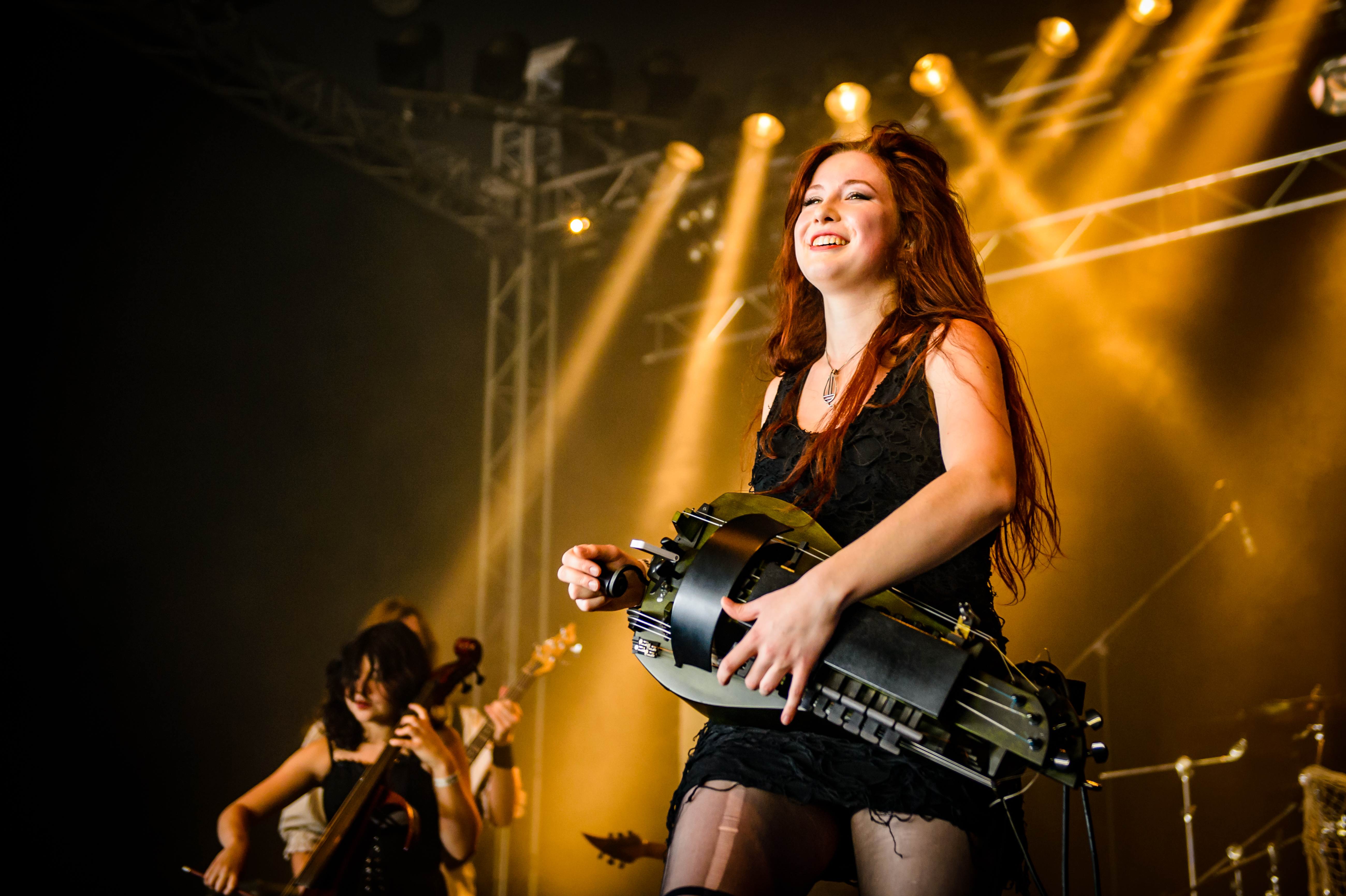
Патті Гарді з групою Storm Seeker на музичному фестивалі Dong Open Air 2017 у Німеччині

Бюхлер народилася у 1997 році. Під час навчання жила в Дюссельдорфі, який закінчила у 2019 році. Здобула ступінь бакалавра з комунікаційного дизайну. Після багатьох років гри на фортепіано та інших інструментах, у 2014 році вона взялася за колісну ліру. Патрісія описує свій жанр, як «темний фолк-поп». Вона була учасницею німецьких гуртів Harpyie під псевдонімом Io у 2016 році та Storm Seeker у 2016—2018 роках. Її виступи на фестивалях у 2019 році включали Smaabyfestivalen у Флеккефіорді, Норвегія та фольклорний фестиваль Tredegar House у Ньюпорті, Уельс.
2 березня 2018 року Патті випустила свій перший міні-альбом "Shapes & Patterns " Він включав 3 оригінальні треки та 3 кавер-версії пісень.
30 серпня 2019 року вона випустила пісню під назвою «Run». Прем'єра другого синглу «Oil» відбулася 13 вересня 2019 року
27 вересня 2019 року вона випустила свій перший повноформатний альбом «Pest & Power», який складався переважно з оригінальних творів. На цьому альбомі було багато запрошених відомих імен, у тому числі Faun. У цей час вона також написала музику для серіалу Amazon Prime Video «Карнівал Роу».
22 листопада 2019 року Патті випустила пісню — «Grieve No More» (Extended Version).
20 листопада 2020 року було випущено ще один міні-альбом під назвою «Frost & Faeries». Патті Гарді та Fiddler's Green «The Yule Fiddler» (Christmas Time is Coming 'Round Today).
30 жовтня 2021 року вийшла її кавер-версія на пісню «Bad Habits» (оригіналу Еда Ширана).
Окрім гри на колісній лірі, вона також записала версію з використанням нікельхарпи для цього синглу. Прем'єра ще одного синглу «Universe Night & Day» відбулася 24 травня 2022 року. Ця пісня була випущена разом із інструментальною версією «Universe Night & Day»(Instrumental).
Патті створила свою концертну групу Patty Gurdy's Circle разом із учасниками Subway to Sally. Музикантами гурту були Боденскі, Саймон Майкл та Інго Гемпф, а також Патті, яка додала вокал і колісна ліра. Разом вони випустили один сингл під назвою «Kalte Winde» 23 квітня 2020 року. Через пандемію COVID-19 гурт «Patty Gurdy's Circle» був змушений розпуститися.
Вона співпрацювала з ASP, Alestorm, Faun, та Ayreon. Вона також працювала з метал-гуртом Scardust. У липні 2019 року вона вирушила в тур зі Scardust у Великій Британії.
22 березня 2022 року Патті зіграла свій перший концерт за межами Європи зі Scardust в Ізраїлі, який транслювався в прямому ефірі на Play2Fund. Спочатку Петті мала зіграти на цьому концерті в березні 2020 року, але через пандемію COVID-19 їй не дозволили поїхати до Ізраїлю. Натомість вона надіслала свої відео, щоб їх показали на концерті Scardust без неї. Вона була гостем у кліпі Scardust на їхню пісню «Concrete Cages», де вона грала на колісній лірі, та співала. Петті також з'являється в пісні dArtagnan's «Farewell» (випущеному у 2021 році), окрім того, що вона виступає наживо з групою. В 2022 році Патті співпрацювала з метал-гуртом Silverlane над їхньою піснею «Für Immer und Ewig».
17 червня 2022 року Патті оголосила, що аранжувала частину саундтреку до відеогри — Ikonei Island: An Earthlock Adventure (частина серії відеоігор Earthlock).  Після виступів на Wave-Gothic-Treffen у Лейпцигу та Feuertal-Festival у Вупперталі вона супроводжувала гурт dArtagnan у їхньому турі на підтримку альбому Felsenfest як запрошений музикант у жовтні 2022 року.
8 липня 2022 року вона випустила свою частину саундтреку як сингл «Piratehog Chant».
З піснею "Melodies Of Hope" Patty Gurdy взяла участь у німецькому відбірковому турі Unser Lied für Liverpool на пісенний конкурс Євробачення 2023 і посіла останнє місце.
30 червня 2023 року Патті Гарді оголосила, що всі її концерти скасовані на невизначений термін, оскільки члени її концертної групи з різних причин більше не мають часу супроводжувати її.
30 липня 2023 року Патті Гарді оголосила про вихід нового альбому. 30 серпня 2023 року Патті опублікувала закулісне відео, де вона репетирує пісню для свого нового альбому ісландською мовою.
14 лютого 2024 року разом з гуртом ALESTORM Патті Гарді випустили відео кліп «Voyage Of The Dead Marauder» після чого Патті гаструлювало деякий час з гуртом.

27 вересня 2024 року Патті Гарді представила першу пісню «Brighter Days Come» у відеокліпу з нового альбому "Tavern", що готується.

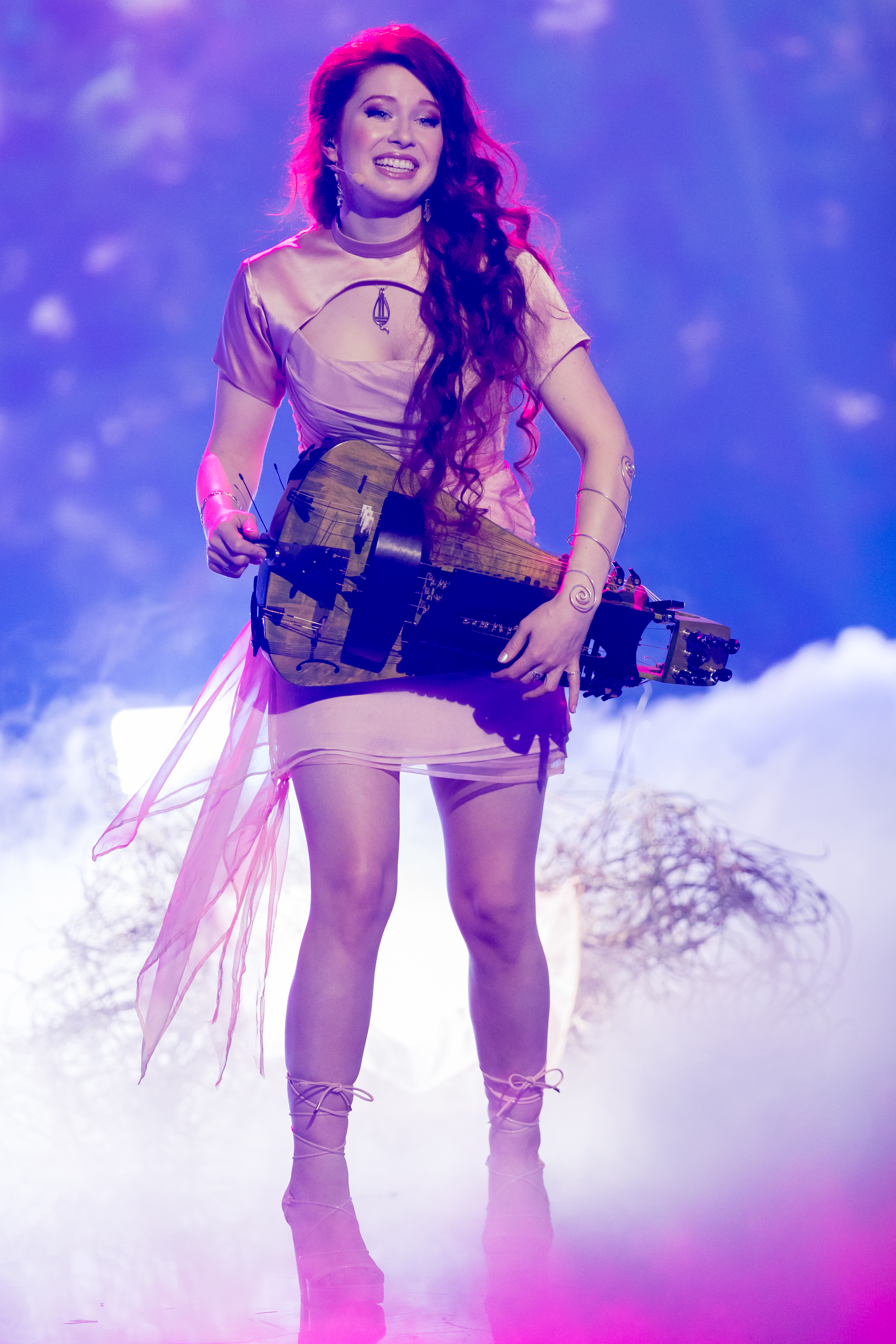
Патті Гарді під час конкурсу «Unser Lied für Liverpool». березень 2023

22 листопада 2024 року у Патті Гарді вийшов спільний музичний кліп з Марко Гієтала на пісню «I Am With You»
24 листопада 2024 року Патті випустила свій «Tavern Album», до якого увійшли пісні англійською, німецькою та ісландською мовами, а також багато інших виконавців, серед яких Пернілла Каннапінн, Адая з гурту Faun та Марко Гієтала. «Tavern» - її другий повноформатний альбом після «Pest & Power». Альбом був випущений на вінілі LP і на CD, формат CD прийшов з бонусним DVD, який містить фільм «Таверна» і закулісний контент
21 грудня 2024 року разом з Крістоферером Боузом з гурту ALESTORM Патті записала кліп на пісню «Peg Leg Silly-Billy» з нового альбому.
27 грудня 2024 року Патті Гарді з'явилась, як запрошенений гість в кліпі гурту Dominum - "Don't Get Bitten By The Wrong Ones".
4 квітня 2025 року Патті Гарді випустила відеокліп на пісню "Rise Up" зі свого альбому "Tavern Album"
14 травня 2025 року разом з Перніллою Каннапінн випусти кліп на пісню "I Am Free"
16 черня 2025 року разом з фронтменом гурту Tanzwut -  Майклом Пауленцем(Teufel von Tanzwut) випустили кліп на пісню "The Dragon From Lowerhill" 

## Рецепція
- Pirate Scum (Storm Seeker, 2016), Metal.de сказав: «Петті… чудово працює в таких піснях, як „The Longing“. Таким чином вокал Тімо та Петті доповнюють один одного. Вдалі народні мелодії, які то вражають слухача, то знову контрастують з виразним голосом Петті, створюють необхідну порцію мурашок по шкірі»[55]. (гугл переклад з німецької)
- EP Shapes & Patterns (2018) включав кавер на Over the Hills і Far Away. Рецензент Rockoutstandout написав: «Кавер-версія Петті Герді з шарманкою та вокалом дає нам зовсім інший погляд на пісню, і це працює дуже добре. Ефект відлуння вокалу надає цьому треку добре знайому потужну атмосферу, яку здатна створити оригінальна пісня. Мені подобається цей дивовижний кавер, і я завжди відчуваю тепло, коли чую пісню.»[56]
- Рецензія на альбом Pest & Power (2019) від Permafrost.today. «The Hurdy Gurdy не тільки вбудована в її ім'я, але й її музика прямо перекладена з її розуму на зелене дерев'яне тіло. Петті Герді зарекомендувала себе не лише як інструмент, але й як різносторонню артистку, співачку та автора пісень».
- Гість на альбомі Alestorm Curse of the Crystal Coconut (2020). Рецензент Moshville Times сказав: «В епічній композиції „Zombies Ate My Pirate Ship“ з'являється більше запрошених вокалів, люб'язно наданих Петті Гарді (Patty Gurdy's Circle), яка також грає на шарманці протягом альбому. Скажу тобі ось що, у неї неймовірний голос! Ця пісня, як ви очікуєте, звучатиме безглуздіше, ніж вона є, але в цьому випадку це вокал, який трохи тупий, тоді як сама музика настільки відверта, наскільки це можливо».[24]

## Дискографія

### Як Патті Гарді

#### Альбоми та EP
| Рік  | Назва             | Тип    |
| ---- | ----------------- | ------ |
| 2018 | Shapes & Patterns | EP     |
| 2019 | Pest & Power      | Альбом |
| 2020 | Frost & Faeries   | EP     |
| 2023 | Folk & Pop        | EP     |
| 2024 | Tavern            | Альбом |

#### Пісні без альбомів
| рік      | Назва                             | Примітки                  |
| -------- | --------------------------------- | ------------------------- |
| 2019 рік | Run                               |                           |
| 2019 рік | Oil                               |                           |
| 2019 рік | Grieve No More (Розширена версія) | Саундтрек Carnival Row    |
| 2021 рік | Bad Habits                        | кавер на пісню Еда Ширана |
| 2022 рік | Universe Night & Day              |                           |

#### Музичні кліпи
| Рік  | Назва                                                    | Альбом/EP         | Примітки                                                  |
| ---- | -------------------------------------------------------- | ----------------- | --------------------------------------------------------- |
| 2016 | Gurdy's Green                                            | Shapes & Patterns |                                                           |
| 2017 | The Longing                                              | Shapes & Patterns | Storm Seeker кавер                                        |
| 2017 | Sweet Dreams (Are Made of This)                          | Shapes & Patterns | Eurythmics кавер                                          |
| 2017 | Game of Thrones                                          | Shapes & Patterns | Заголовна пісня з серія Game of Thrones                   |
| 2017 | The Longing (Karaoke/Instrumental)                       | Shapes & Patterns | лірик-відео на інструментальну версію каверу Storm Seeker |
| 2018 | Over the Hills and Far Away                              | Shapes & Patterns | Гері Мур кавер                                            |
| 2019 | Run                                                      | Pest & Power      |                                                           |
| 2019 | Oil                                                      | Pest & Power      |                                                           |
| 2019 | Luring                                                   | Pest & Power      | разом з Faun                                              |
| 2019 | Grieve No More                                           | Frost & Faeries   | саундтрек Карнівал Роу                                    |
| 2020 | One by One                                               | Pest & Power      | разом з Hellscore                                         |
| 2020 | Leaves and Lemons                                        | Pest & Power      |                                                           |
| 2020 | The Yule Fiddler (Christmas Time Is Coming 'Round Today) | Frost & Faeries   | разом з Fiddler's Green                                   |
| 2020 | Molly Malone                                             | Frost & Faeries   | Irish traditional                                         |
| 2021 | Horizon Turns Red                                        | Frost & Faeries   |                                                           |
| 2021 | Flower Duet Theme                                        | Frost & Faeries   | Лакме кавер опера                                         |
| 2021 | Bad Habits                                               | TBA               | Ed Sheeran кавер                                          |
| 2021 | The Parting Glass                                        | TBA               | Scottish traditional                                      |
| 2021 | Lora Lie Lo                                              | Frost & Faeries   | саундтрек Карнівал Роу                                    |
| 2022 | The Night Our Ship Will Drown                            | Pest & Power      | часткове музичне відео                                    |
| 2022 | No One Knows Who I Am                                    | TBA               | музична кавер-версія Jekyll & Hyde                        |
| 2022 | Universe Night & Day                                     | TBA               |                                                           |
| 2022 | Piratehog Chant                                          | TBA               | саундтрек до Earthlock                                    |
| 2022 | Running Up That Hill                                     | TBA               |                                                           |
| 2022 | Melodies Of Hope                                         | TBA               |                                                           |
| 2024 | Brighter Days Come                                       | Tavern            |                                                           |
| 2024 | Find me some pretty girls                                | Tavern            | за участю Ахмада Адаї та Пернілли Каннапінн               |
| 2024 | I am with you                                            | Tavern            | разом з Марко Гієтала                                     |
| 2024 | Peg Leg Silly-Billy                                      | Tavern            | разом з Крістоферером Боузом                              |
| 2025 | Álfarann                                                 | Tavern            | разом з Магга Ейнарсдоттір                                |
| 2025 | Rise Up                                                  | Tavern            |                                                           |
| 2025 | I Am Free                                                | Tavern            | разом з Перніллою Каннапінн                               |
| 2025 | The Dragon From Lowerhill                                | Tavern            | разом з Майком Пауленцем                                  |

#### Виступ гостей
| рік  | Назва                                                                   | Альбом/EP                                                                | Примітки |
| ---- | ----------------------------------------------------------------------- | ------------------------------------------------------------------------ | --- |
| 2019 |                                                                         | Альбом ASP Zaubererbruder Live & Extended (2019)                         | |
| 2019 | Grieve No More і Lora Lie Lo                                            | Саундтрек Carnival Row                                                   | Дві пісні, написані для персонажа Aisling Querelle |
| 2020 | Бетонні клітки                                                          | Альбом Скардаста Strangers                                               | Також із Hellscore |
| 2020 | Zombies Ate My Pirate Ship (вокал і hurdy-gurdy) і Big Ship Little Ship | Альбом Alestorm Curse of the Crystal Coconut (2020)                      | |
| 2020 |                                                                         | Альбом Ayreon Transitus                                                  | |
| 2020 | Kaufmann und Maid                                                       | Альбом Saltatio Mortis Kaufmann und Maid                                 | Німецька для: «Купець і дівчина», з Сашою, Saltatio Mortis, Feuerschwanz, Subway to Sally, Tanzwut, Schandmaul і dArtagnan. Ця пісня є пародією на німецьке телешоу Late Night Berlin |
| 2020 | Один із великої групи, що виконує п'яного матроса                       | Альбом Fiddler's Green 2020 3 Cheers For 30 Years                        | |
| 2021 | Прощання                                                                | dArtagnan альбом Feuer & Flamme                                          | |
| 2022 | Für Immer und Ewig                                                      | Альбом Silverlane Inside Internal Infinity                               | |
| 2024 | Voyage of the Dead Marauder                                             | Alestorm 2024 EP Voyage of the Dead Marauder - Подорож мертвого мародера | |

### У складі группи Patty Gurdy's Circle

#### Пісні без альбомів
| рік      | Назва       |
| -------- | ----------- |
| 2020 рік | Kalte Winde |

#### Музичне відео
| рік      | Назва        | Альбом/EP           |
| -------- | ------------ | ------------------- |
| 2020 рік | Кальте Вінде | позаальбомний сингл |